# 카냐르주

카냐르 주의 위치

카냐르주(스페인어: Provincia de Cañar)는 에콰도르 중남부에 위치한 주로 주도는 아소게스이며 면적은 3,146.08km2, 인구는 225,184명(2010년 기준), 인구 밀도는 72명/km2이다. 6개 지방 자치체를 관할한다. 북쪽으로는 침보라소 주, 동쪽으로는 모로나산티아고 주, 남쪽으로는 아수아이 주, 서쪽으로는 과야스 주와 접한다.

주기

## 같이 보기
- 상가이 국립공원
- 에콰도르의 주